# Harmannsdorf (Dolní Rakousy)
Harmannsdorf je městys v Rakousku ve spolkové zemi Dolní Rakousy v okrese Korneuburg.

## Geografie

### Geografická poloha
Harmannsdorf se nachází ve spolkové zemi Dolní Rakousy v regionu Weinviertel. Leží přibližně 5 km severně od okresního města Korneuburg. Rozloha území městyse činí 55,58 km², z nichž 27,6 % je zalesněných.

### Části obce
Území městyse Harmannsdorf se skládá z devíti částí (v závorce uveden počet obyvatel k 1. 1. 2015):
- Harmannsdorf (544)
- Hetzmannsdorf (260)
- Kleinrötz (353)
- Lerchenau (0)
- Mollmannsdorf (321)
- Obergänserndorf (675)
- Rückersdorf (659)
- Seebarn (239)
- Würnitz (903)

### Sousední obce
- na severu: Großrußbach
- na východu: Kreuttal, Ulrichskirchen-Schleinbach, Wolkersdorf im Weinviertel, Großebersdorf
- na jihu: Stetten
- na západu: Leobendorf, Niederhollabrunn

## Politika

### Obecní zastupitelstvo
Obecní zastupitelstvo se skládá z 23 členů. Od komunálních voleb v roce 2015 zastávají následující strany tyto mandáty:
- 12 ÖVP
- 4 FPÖ
- 4 SPÖ
- 2 7-OBL
- 1 GRÜNE

### Starosta
Nynějším starostou městyse Harmannsdorf je Norbert Hendler ze strany ÖVP.

## Galerie

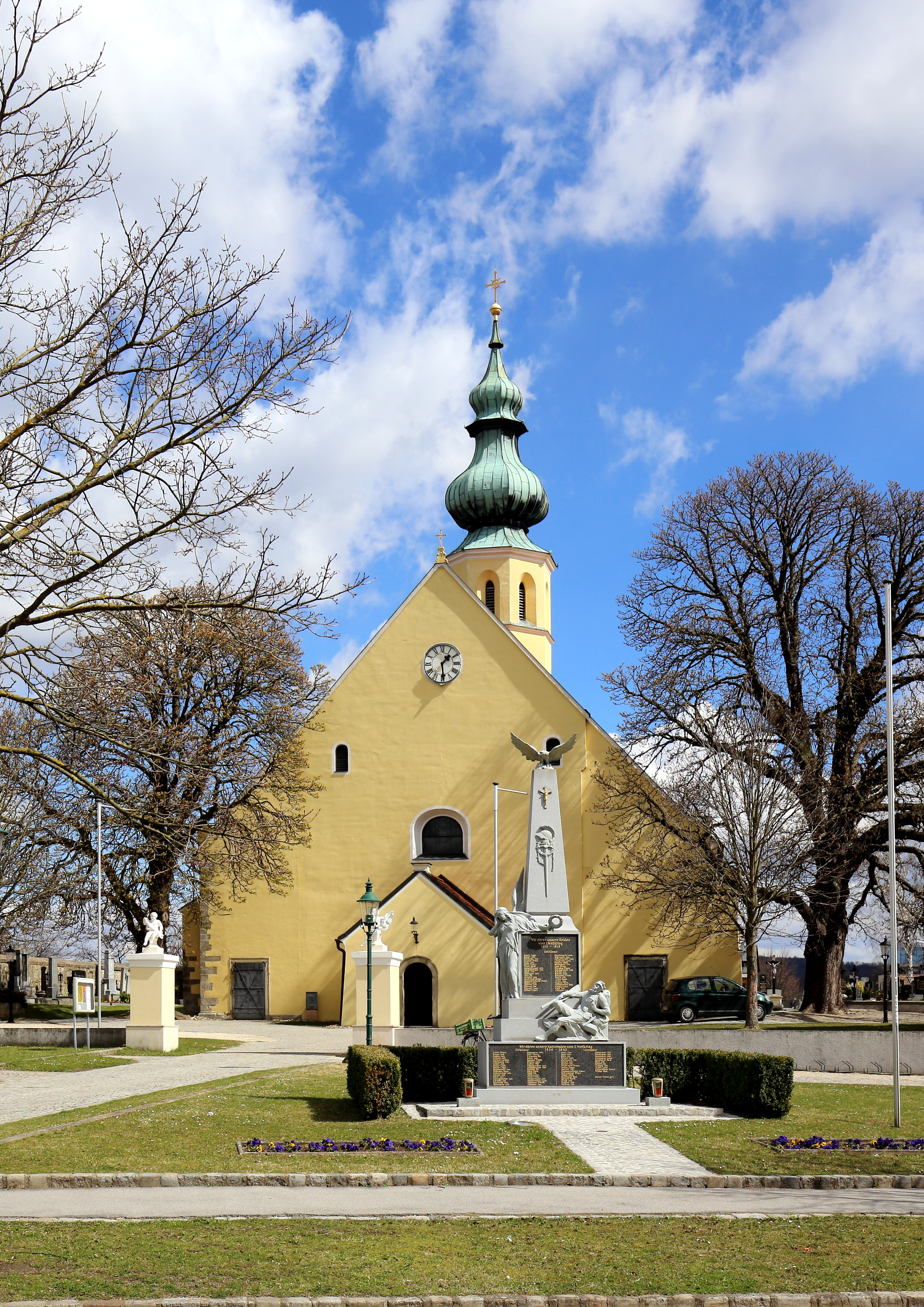
Farní kostel v Rückersdorfu
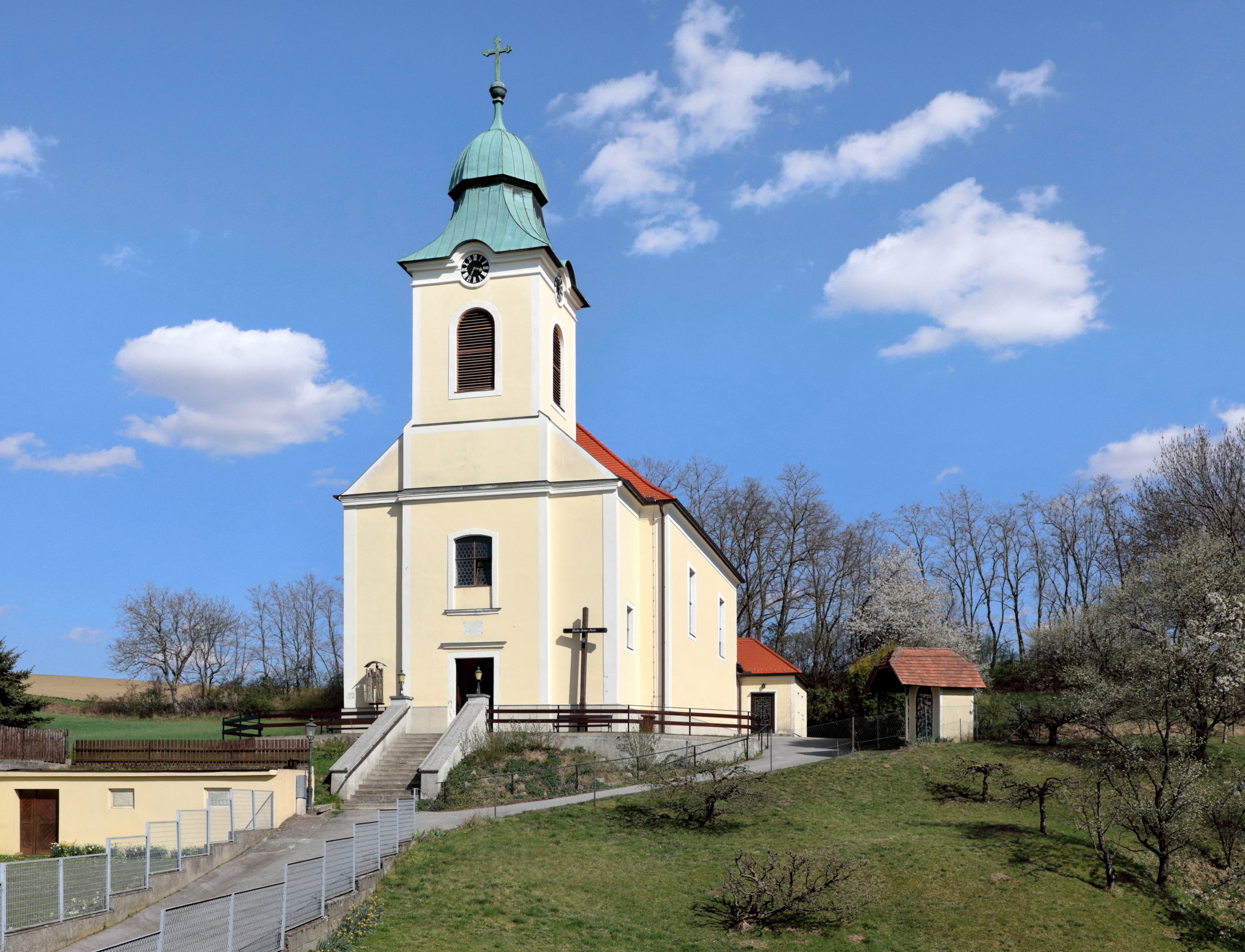
Farní kostel v Obergänserndorfu
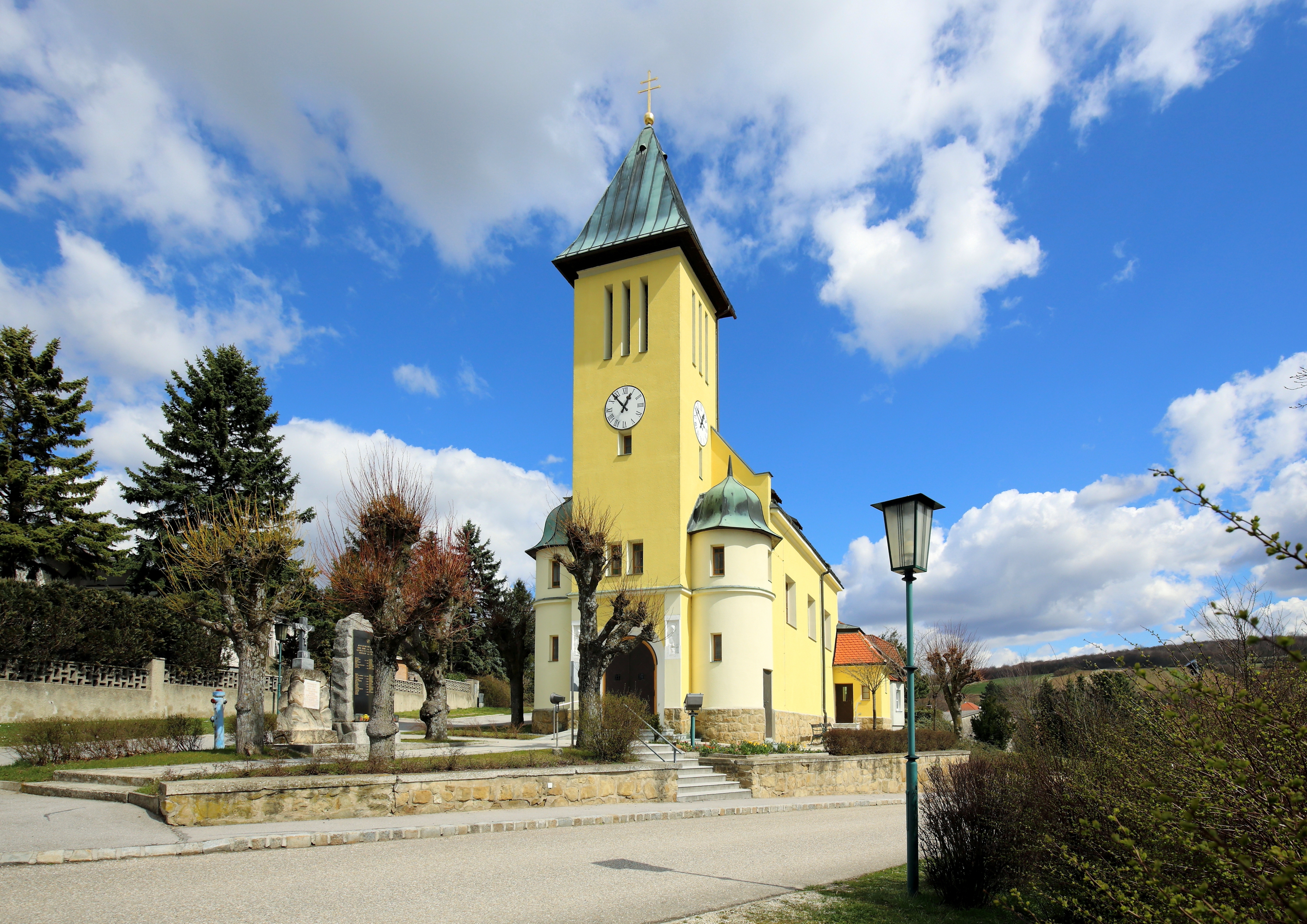
Kostel v Kleinrötz
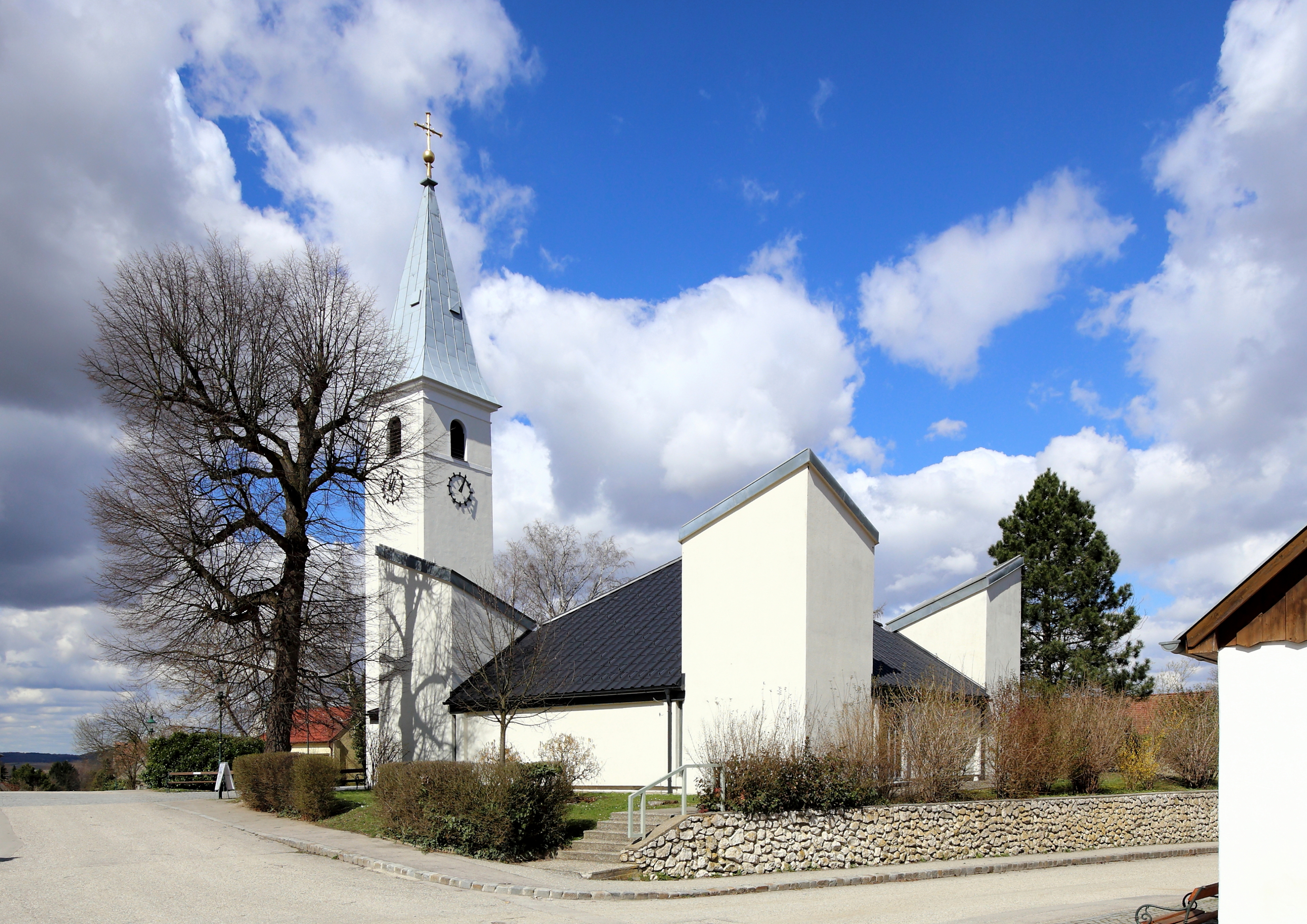
Farní kostel ve Würnitz
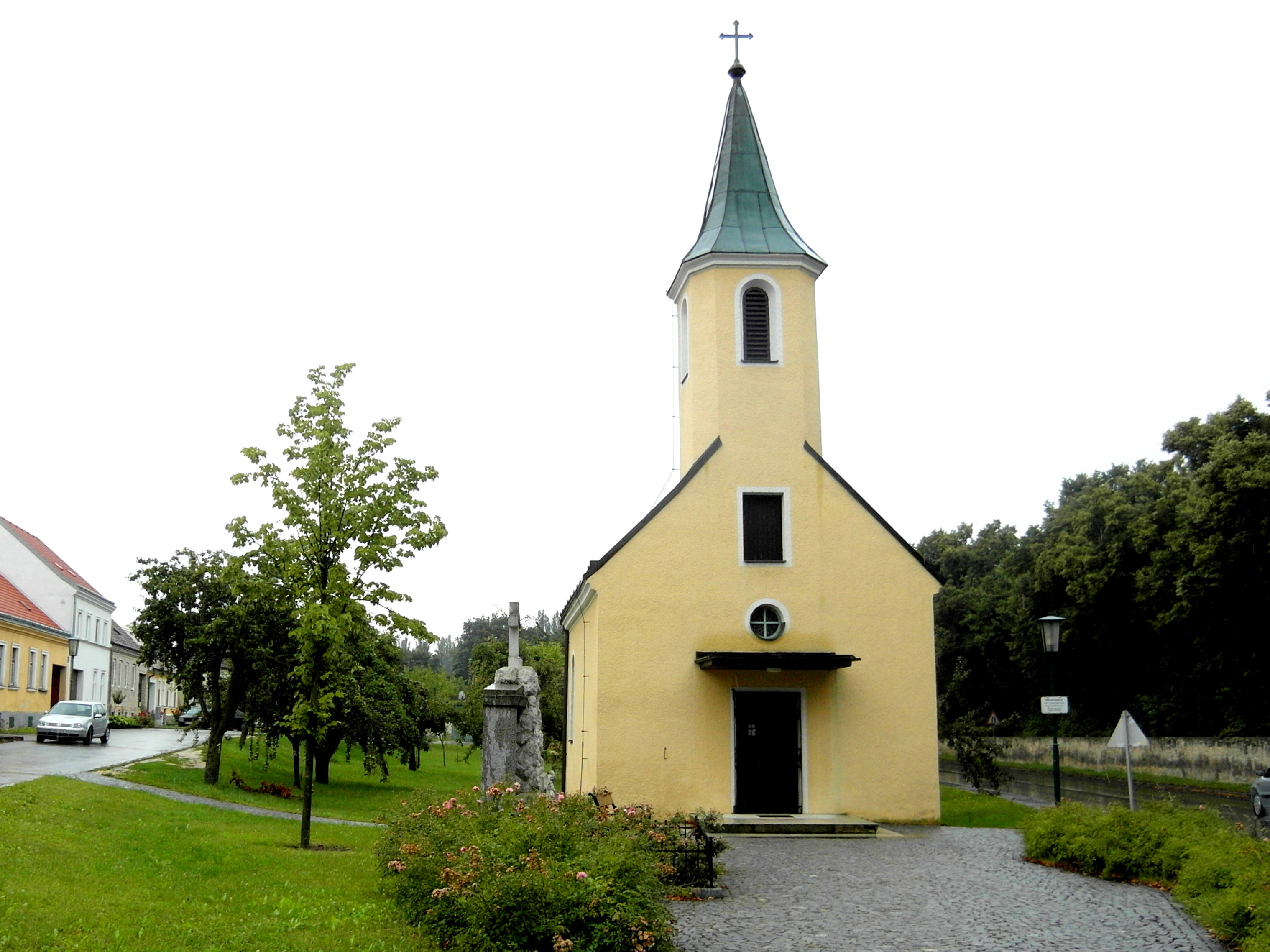
Kaple v Seebarn
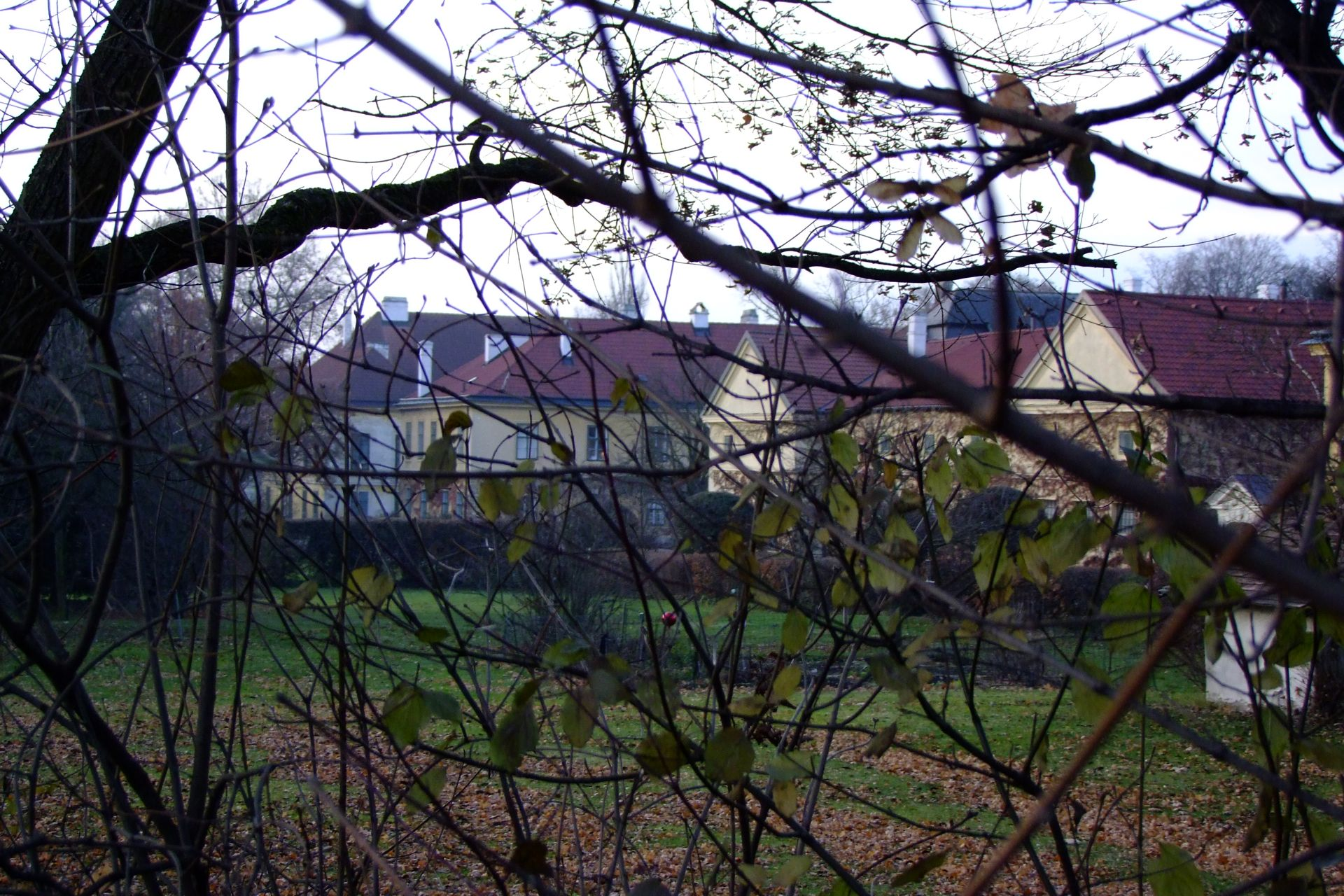
Zámek v Seebarn